# Palaquium kinabaluense
Palaquium kinabaluense är en tvåhjärtbladig växtart som beskrevs av Pieter van Royen. Palaquium kinabaluense ingår i släktet Palaquium och familjen Sapotaceae. Inga underarter finns listade i Catalogue of Life.